# Sita Buzăului
Sita Buzăului es una comuna ubicada en el distrito de Covasna, Rumania.

## Superficie
Posee una superficie de 132,1 kilómetros cuadrados.

## Demografía
Hasta 2021 la población era de 4722 habitantes, con una densidad de población de 35,76 habitantes por kilómetro cuadrado.